# Миринготомија
Миринготомија хируршка је процедура инцизије сечење (реза) бубне опне скалпелом која се обично изводи да би се смањио притисак и омогућила дренажа серозне или гнојне течности из средњег ува и тиме ублажила инфекција и глувоћа. Новији тип миринготомије користи ласер уместо скалпела.
Понекад, као у случају серозне упале средњег уха, кроз инцизиони отвор начињен миринготомијом може убацити вентилациона цев ( различите величине и облицика,обично направљена од метала или пластике) како би се омогућила континуирана вентилација и избегли хронични проблеми у средњем уху (акумулацијом течности, бол у уху и губитком слуха). Цеви за уши се  називају тимпаностомске цеви, вентилационе цеви, миринготомске цеви или цеви за изједначавање притиска. Већина ушних цеви испада у року од четири до 18 месеци, а рупе на бубној опни зарасту саме од себе. Неке цеви треба уклонити, а неке рупе ће можда морати да се хируршки затворе.
Када се ради једноставна миринготомија у сврху дренирања гнојног материјала који је последица рекурентне гнојне упале средњег уха, требало би водити рачуна да се избегне контаминација течношћу. Након миринготомије уво би требало да буде суво најмање две недеље од захвата, и у том циљу мора се спречити да течност уђе у ухо све док место миринготомије на бубној опни не зацели.

## Етимологија
Миринготомија (myringo, од лат. myringa - бубна опна,[3] +  префикс tomyа - сечење , рез , пресек)
Тимпанотомија (лат. tympanum - бубањ  +  префикс tomyа - сечење , рез , пресек) )  значи "пресецање бубне опне",
Тимпаностомија (лат. tympanum - бубањ + префикс  stomyа - стома, рупа, отвор)  значи "направити стому  или рупу  у бубној опни за приступ , исхрану или елиминацију отпада.
Тимпаноцентеза (лат. tympanum - бубањ + префикс centesis - пункција или перфорација) пункција или перфорација бубне опне како би се из ушне шупљине уклонила течност.
Речи миринготомија, тимпанотомија, тимпаностомија и тимпаноцентеза се преклапају у значењу. Основна идеја сваког од њих је изрезивање отвора у бубној опни како би се омогућило да течност и ваздух прође кроз њега. 
Понекад се прави разлика између миринготомије/тимпанотомије и тимпаностомије, упоредо са општом разликом између -отомије (резања) и -остомије (стварање стоме или рупе са одређеним степеном постојаности или полутрајности). Разлика је у томе што само тимпаностомија укључује пласирање тимпаностомске цеви ради стварања полутрајне стоме (рупе). Ова разлика у употреби није увек навођена. 
Реч тимпаноцентеза означава центезу или инцизију буне опне уциљу дренажа течности из средњег ува обично узрокована упалом средњег уха, коришћењем игле малог пречника за пробијање бубне опне.

## Значај
Запаљење или инфекција средњег ува једна је од најчешћих дијагноза код деце.   Акутна упала средњег ува (са знацима инфекције) погађа приближно 25% деце прве године живота и 50% деце до 3 године.  Антибиотици се често прописују за лечење инфекција средњег ува, што представља најчешће стање за које се антибиотици прописују деци. Поред тога, упала средњег уха са изливом течности или гноја у у простору средњег ува пријављена је код до 90% деце предшколског узраста.  Код овог стања миринготомија, поред антибиотика, спада у једну од метода избора за успешно лечење запаљење или инфекција средњег ува.  
Метода миринготомије ја тако дизајнирана да ствара отвор на бубној опни који омогућава:  
- вентилацију  и продужену аерацију средњег ува и мастоидног система,
- дренажу средњег ува  и спречава накупљање течности иза бубне опне,
- проток ваздуха у средњем уху,
- спречавање накупљање течности иза бубне опне,
- преокретање хиперплазије слузокоже и метаплазију које прате упалу средњег уха са изливом.

## Индикације
Бројне су индикације за миринготомију у педијатријској старосној групи. Оне најчешће укључујући хронични отитис средњег уха са изливом (ОМЕ) који не реагује на антибиотике и рекурентне упале средњег уха.
Индикације за одрасле донекле се разликују од оних код деце и укључују дисфункцију Еустахијеве тубе са понављајућим знацима и симптомима, флуктуирајући губитак слуха, вртоглавицу, тинитус и озбиљан ретракциони џеп у бубној мембрани.
Понављајуће епизоде баротрауме, посебно током летења, роњењења, рада у кесонима или третмана у хипербаричној комори, могу такође бити индијација за миринготомију у разматрању.

## Поступак
Док пацијент спава и нема болова (након опште анестезија ), прави се скалпелом мали хируршки рез у бубној опни. Потом се кроз овај рез сва течност која се накупила иза бубне опне уклања усисава.
Затим се кроз рез у бубној опни поставља мала цевчица, која би требало да омогући:
- проток ваздуха (јер сада притисак ваздуха исти са обе стране бубне опне),

- дренажу заробљена течности која сада може кроз овај отвор да изађе из средњег уха.
- спречавање губитка слуха,
- смањење ризика од инфекције уха.

Након процедуре пацијент се најчешће кратко задржавају у соби за опоравак,  јер може бити омамљен и нервозан око сат времена док се буди из анестезије. Потом пацијент напушта  болницу истог дана када су уметнуте ушне цеви.
Лекар може пацијенту да препише капи за уши или антибиотике неколико дана након операције.
Након миринготомије од пацијента се захтева да уши држи сувим током одређеног временског периода.

## Компликације

### Оперативне
У компликације које могу настати током операције спадају:
- било које компликације од анестезије (нпр. проблема са дисањем, реакције на лекове)
- крварење,
- инфекција.

### Постоперативне
У могуће постоперативне компликације повезане са миринготомијом спадају:
- упорна отореја (цурење из уха), најчешћа је компликација која се јавља код 15% пацијената и може да траје до 1 године код 5% пацијената.
- рупа у бубној опни која не зараста након што цев испадне,
- тимпаносклероза, за коју није вероватно да ће бити клинички значајна осим ако није екстензивна, упорна перфорација,
- формирање гранулационог ткива,
- холестеатом,
- сензорнеурални губитак слуха (привремени или трајни).

## Прогноза
Након ове процедуре, већина оперисаних пријављује да:
- има мање инфекција уха
- брже се опоравак од инфекција
- бољи слух

Ако цевчице не испадну саме након неколико месеци или година, специјалиста за уши ће можда морати да их уклони. Ако се инфекције уха врате након што цевчице испадну, може се поново убацити још један сет ушних цевчица.